# نبرد جنین

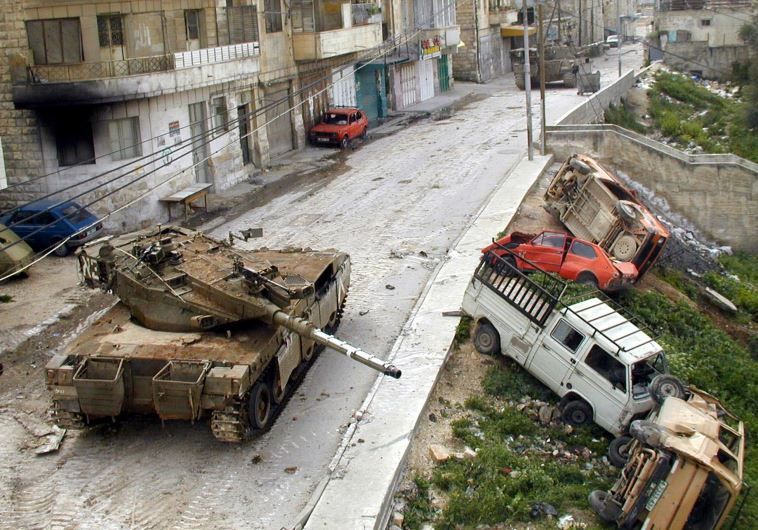
نمایی از یک‌نوع تانک ارتش اسرائیل در نبرد جنین - ۲۰۰۲

نبرد جنین نام مجموعه درگیری‌های نظامی بود که از تاریخ ۳ تا ۱۱ آوریل ۲۰۰۲ در اردوگاه پناهندگان جنین به وقوع پیوست. نبرد جنین بخشی از عملیات سپر دفاعی بود که توسط نیروهای دفاعی اسرائیل، همزمان با دومین انتفاضه فلسطینی‌ها انجام گرفت.
پس از چندین دفاع و کشتار شهروندان فلسطینی، توسط گروه‌های شبه‌نظامی فلسطینی، بخصوص پس از کشتار روز پسح در تاریخ ۲۷ مارس ۲۰۰۲ در شهر ناهاریا که به کشته و زخمی‌شدن بیش از ۱۷۰ شهروند اسرائیلی منجر شد، نیروهای دفاعی اسرائیل به یک رشته عملیات تهاجمی به نام عملیات سپر دفاعی دست زدند. در خلال این عملیات ۲۳ نظامی اسرائیلی و ١٥٢  فلسطینی که اکثرأ شهروندان غیرنظامی بودند کشته شدند و صدها منزل فلسطینیان تخریب شد.